# Kbk wz. 2005 Jantar
Kbk wz. 2005 Jantar — польский экспериментальный автомат, созданный академией Wojskowa Akademia Techniczna на основе модели Kbk wz. 1988 Tantal под патрон 5,56×45 мм НАТО. Основной целью разработки былo получение опыта и эксперименты с компоновкой по схеме булл-пап для программы модернизации польских вооруженных сил. На вооружение принят не был, так как цели его промышленного производства изначально не ставилось.

## Конструкционные особенности
Автоматика оружия основана на принципе отвода пороховых газов в комбинации с поворотным затвором. Крышка ствольной коробки удлинена и закрывает ствол с газоотводной трубкой почти до пламегасителя. Для установки дополнительного оснащения на крышке ствольной коробки предусмотрен мостик с направляющими типа «Picatinny rail».